# GroenLinks
GroenLinks (GL; pronunție în neerlandeză [ɣrunˈlɪŋks]; în română Stânga Verde) este un partid politic olandez. Acesta a fost fondat în anul 1989 prin fuziunea a patru partide de extremă-stânga: Partidul Comunist Olandez, Partidul Socialist Pacifist Olandez, Partidul Politic al Radicalilor și Partidul Popular Evanghelic.
Partidul se autocaracterizează drept „verde”, „social” și „tolerant”. Electoratul său este concentrat în zona marilor orașe, în special a celor în care există universități.

## Ideologie
Groenlinks îmbină atât politici verzi, ecologiste, cât și idealuri de stânga. Principalele idealuri sunt înscrise în programul partidului, numit „Partij voor de Toekomst” – Partid pentru Viitor). Partidul păstrează, în fapt, tradiția iubitoare de libertate a formațiunilor de stânga.
Printre principiile sale se numără:
- Protejarea Pământului, a ecosistemelor și a drepturilor animalelor.
- O distribuire echitabilă a resurselor naturale către toți cetățenii lumii și către toate generațiile.
- O distribuire echitabilă a câștigurilor și șanse reale, oneste de muncă, educație și îngrijire pentru toți cetățenii.
- O societate pluralistă în care toată lumea poate participa liber.
- Întărirea la nivel internațional a statului de drept, cu scopul de a asigura pacea și respectul față de drepturile omului.

De-a lungul anilor '70 și '80, cele patru partide care au format Groenlinks au ajuns să adopte politici ecologiste și feministe. În fapt, toate își propuneau democratizarea societății și s-au opus construirii unor centrale nucleare sau a depozitării armelor nucleare americane în Țările de Jos.

### Propuneri
Programul electoral pentru alegerile generale din 2010 a fost adoptat în luna aprilie a aceluiași an. Acesta a fost intitulat „Klaar voor de Toekomst” (Pregătit pentru Viitor). Programul pune accentul pe cooperarea internațională, reforma pentru bunăstarea cetățenilor, politica ecologistă și pe toleranța socială.
Groenlinks se consideră un „partid pentru reformă socială", propunânud-și să reformeze finanțele guvernului astfel încât să întărească poziția celor străini de piața muncii (tinerii imigranți, familiile monoparentale, angajații cu contracte pe perioadă redusă sau persoanele cu dizabilități). Partidul se află într-un dezacord cu formațiunile de dreapta, care, în opinia acestuia, sunt interesate doar de reducerea costurilor și nu oferă nicio șansă de emancipare, muncă sau participare. De asemenea, Groenlinks își propune să apere victimele traficului de persoane, acordându-le permis de reședință.
Pentru a crește ocuparea forței de muncă, partidul propune un contract prin care șomerii se angajează să se implice în munca în folosul comunității sau în diferite proiecte, primind în schimb salariul minim.
Ajutorul de șomaj ar trebui crescut, dar în același timp limitat la 12 luni. În această perioadă, oameni sunt obligați să își caute fie un serviciu, fie să se dezvolte din punct de vedere educațional. În cazul în care la finalul anului cetățeanul nu a reușit să găsească nicio oportunitate, guvernul urmează să îi ofere un loc de muncă cu salariu minim. Mai mult, partidul propune modificarea sistemului de impozitare astfel încât munca slab plătită să fie taxată mai puțin. Această schimbare ar urma să fie compensată de creșterea taxelor pe poluare. 
Totodată, pentru a mări perspectivele celor defavorizați, Groenlinks susține investițiile în educație, în special pentru VMBO (școala vocațională de nivel gimnazial). În plus, pentru a asigura o mai bună oportunitate de angajare a imigranților, partidul se opune ferm discriminării, în special pe piața muncii. Groenlinks propune introducerea unui ajutoare pentru copii, având ca scop micșorarea diferențelor de venit între familii. De asemenea, partidul susține o reformă a sistemului de pensii: după 45 de ani de muncă o persoană ar trebui să aibă dreptul să se pensioneze. Dacă o persoană începe să lucreze mai devreme, ar trebui să aibă și dreptul de a se pensiona mai devreme. În fapt, ajutoarele de șomaj sau incapacitate și îngrijirea membriilor familiei sunt luate în considerare la vechimea de muncă.
Cooperare internațională este o altă temă importantă. Aceasta include sprijinul de dezvoltare a țărilor subdezvoltate. Astfel, se dorește mărirea cheltuielilor pentru ajutorul de dezvoltare la 0,8%  din PIB. De asemenea, partidul susținerea deschiderea pieței europene către produse din țări din lumea a treia, pe baza unui comerț echitabil. Așadar, se dorește democratizarea organizațiilor economice internaționale precum Fondul Monetar Internațional sau Banca Mondială li un mai mare control la nivel internațional asupra piețelor financiare.
Groenlinks susține integrarea europeană, dar este critic la adresa politicilor curente ale Comisiei Europene. A susținut constituția europeană, însă după ce aceasta a fost respinsă în cadrul referendumului din 2005 partidul a pledat pentru un nou tratat care să pună accentul pe democrație și subsidiaritate. Totodată, Groenlinks susține întărirea forțelor de menținere a păcii ale ONU și reformarea armatei olandeze într-o forță de pace, dorind în același timp ca atribuțiile NATO să fie preluate de către Uniunea Europeană și Organizația Națiunilor Unite.
Formațiunea își dorește să rezolve problemele de mediu, mai ales încălzirea globală, prin stimularea alternativelor durabile. Groenlinks vrea să folosească taxele și tranzacționarea emisiilor pentru a stimulare energiile alternative în detrimentul combustibililor fosili și a energiei nucleare. În plus, partidul susține închiderea tuturor centralelor nucleare din Țările de Jos și introducerea unei taxe pentru uitilizarea cărbunelor în producția de energie, dorind astfel să descurajeze construcția unor noi centrale electrice pe cărbune. 
De asemenea, Groenlinks își propune să investească în transportul ecologic în comun, drept o alternativă la transportul privat. Investițiile pot fi finanțate de introducerea unei taxe de drum („rekening rijden” - vinietă) și de stoparea extinderii rețelei de autostrăzi. Mai mult, partid vrea să stimuleze fermele organice în detrimentul agriculturii industriale. Totodată, se dorește introducerea drepturilor animalelor în Constituție.
Groenlinks pune mare accent pe libertatea individual și statul de drept. Acesta susține legalizarea drogurilor ușoare. Își propune să protejeze drepturile civile pe Internet și își dorește o reformă a drepturilor de autor astfel încât să permită refolosirea noncomercială în sectorul public. Pe termen lung, partidul dorește înlocuirea formei de guvernământ, din monarhie în republică. Se dorește reducere birocrației guvernamentale prin scăderea numărului de minstere și prin desființarea Senatului.

## Rezultate electorale

### Parlament (Camera Reprezentanților)
| An   | Voturi  | %           | Mandate  | +/–  | Rezultat    |
| ---- | ------- | ----------- | -------- | ---- | ----------- |
| 1989 | 362.304 | 4,1 (Nr. 6) | 6 / 150  |      | în opoziție |
| 1994 | 311.399 | 3,5 (Nr. 6) | 5 / 150  | ▼ 1  | în opoziție |
| 1998 | 625.968 | 7,3 (Nr. 5) | 11 / 150 | ▲ 6  | în opoziție |
| 2002 | 660.692 | 7,0 (Nr. 5) | 10 / 150 | ▼ 1  | în opoziție |
| 2003 | 495.802 | 5,1 (Nr. 6) | 8 / 150  | ▼ 2  | în opoziție |
| 2006 | 453.054 | 4,6 (Nr. 6) | 7 / 150  | ▼ 1  | în opoziție |
| 2010 | 628.096 | 6,7 (Nr. 7) | 10 / 150 | ▲ 3  | în opoziție |
| 2012 | 219.896 | 2,3 (Nr. 8) | 4 / 150  | ▼ 6  | în opoziție |
| 2017 | 959.600 | 9,1 (Nr. 5) | 14 / 150 | ▲ 10 | în opoziție |

### Parlamentul European
| An   | Voturi  | %             | Mandate | +/– | Note   |
| ---- | ------- | ------------- | ------- | --- | ------ |
| 1994 | 154.362 | 3,74 (Nr. 6)  | 1 / 31  |     | [ 9 ]  |
| 1999 | 419.869 | 11,85 (Nr. 4) | 4 / 31  | 3 ▲ | [ 10 ] |
| 2004 | 352.201 | 7,39 (Nr. 4)  | 2 / 27  | 2 ▼ | [ 11 ] |
| 2009 | 404.020 | 8,87 (Nr. 6)  | 3 / 25  | 1 ▲ | [ 12 ] |
| 2014 | 329.906 | 6,98 (Nr. 8)  | 2 / 26  | 1 ▼ | [ 13 ] |
| 2019 | 599.283 | 10,90 (Nr. 5) | 3 / 26  | 1 ▲ | [ 14 ] |

## Legături externe
- Site oficial